# Rodelbahn Panorama
Die Rodelbahn Panorama ist eine 1008,50 Meter lange Rodelbahn in Olang in Südtirol (Italien).

## Geschichte
Die Rodelbahn Panorama wurde als 960 Meter lange Kunsteisbahn für die Rennrodel-Weltmeisterschaften 1971 gebaut. Sie wurde bis 1989 benutzt und mit Natureis präpariert. Danach stand die Entscheidung an, eine Kunsteisanlage zu errichten. Vom italienischen Olympischen Komitee, dem italienischen Wintersportverband FISI, dem Sportministerium, der Südtiroler Landesverwaltung sowie der Gemeinde Olang gab es keine klare Finanzierung, und deshalb wurde das Projekt Kunsteisanlage zurückgestellt. Nach einigen Jahren Stillstand baute man die alte Kunsteisbahn ab und errichtete in den Jahren 1998 und 1999 auf der alten Trasse eine neue Naturrodelbahn für die Naturbahnrodel-Weltmeisterschaft 2000. Das Gebäude am Herrenstart ist jetzt der Start der Naturrodelbahn, der Damenstart wird für die Jugendrennen genutzt. Der Zielbereich musste neu gestaltet werden. Das alte Zielhaus wird als Magazin genutzt.

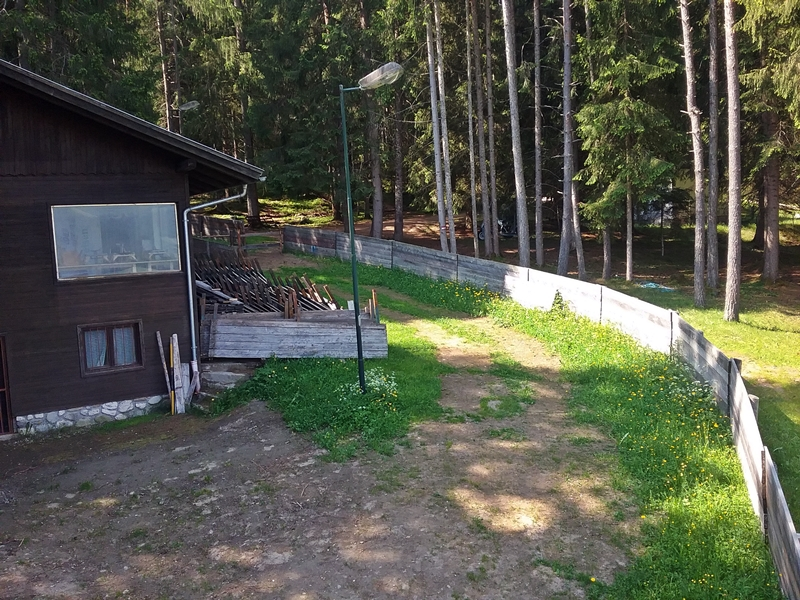
Zielanschnitt

## Internationale Wettbewerbe
Nach dem Bau der neuen Kunsteisbahn fanden zwischen 1971 und 1989 einige Großveranstaltungen statt. Danach wurde die Rodelbahn zwischen 1998 und 1999 von der Kunsteisbahn zur Naturrodelbahn umgebaut.
| Datum                     | Kategorie               | Wettbewerb            | 1. Platz                                                                         | 2. Platz                                                                  | 3. Platz                                                                         |
| ------------------------- | ----------------------- | --------------------- | -------------------------------------------------------------------------------- | ------------------------------------------------------------------------- | -------------------------------------------------------------------------------- |
| 30. und 31. Januar 1971   | Rennrodel-WM            | Einsitzer Frauen      | Elisabeth Demleitner                                                             | Erika Lechner                                                             | Barbara Piecha                                                                   |
| 30. und 31. Januar 1971   | Rennrodel-WM            | Einsitzer Männer      | Karl Brunner                                                                     | Paul Hildgartner                                                          | Ernst Haspinger                                                                  |
| 30. und 31. Januar 1971   | Rennrodel-WM            | Doppelsitzer Männer   | Hans Rinn – Norbert Hahn                                                         | Bernd Hahn – Ulrich Hahn                                                  | Hans Brandner – Balthasar Schwarm                                                |
| 19. bis 20. Januar 1980   | Rennrodel-EM            | Einsitzer der Frauen  | Melitta Sollmann                                                                 | Marie-Luise Rainer                                                        | Ilona Brand                                                                      |
| 19. bis 20. Januar 1980   | Rennrodel-EM            | Einsitzer Männer      | Karl Brunner                                                                     | Leonhard Nagenrauft                                                       | Josef Feistmantl                                                                 |
| 19. bis 20. Januar 1980   | Rennrodel-EM            | Doppelsitzer Männer   | Paul Hildgartner – Walter Plaikner                                               | Manfred Schmid – Ewald Walch                                              | Horst Hörnlein – Reinhard Bredow                                                 |
| 1980/81                   | Rennrodel-Weltcup       | Einsitzer Frauen      | Angelika Schafferer                                                              | Monika Auer                                                               | Mária Jasenčáková                                                                |
| 1980/81                   | Rennrodel-Weltcup       | Einsitzer Männer      | Ernst Haspinger                                                                  | Paul Hildgartner                                                          | Hansjörg Raffl                                                                   |
| 1980/81                   | Rennrodel-Weltcup       | Doppelsitzer Männer   | Georg Fluckinger – Franz Wilhelmer                                               | Hansjörg Raffl – Karl Brunner                                             | Günter Lemmerer – Reinhold Sulzbacher                                            |
| 28. bis 30. Januar 2000   | 12. Naturbahnrodel-WM   | Einsitzer Frauen      | Jekaterina Lawrentjewa                                                           | Sonja Steinacher                                                          | Elvira Holzknecht                                                                |
| 28. bis 30. Januar 2000   | 12. Naturbahnrodel-WM   | Einsitzer Männer      | Gerald Kallan                                                                    | Gerhard Pilz                                                              | Anton Blasbichler                                                                |
| 28. bis 30. Januar 2000   | 12. Naturbahnrodel-WM   | Doppelsitzer Männer   | Armin Mair – David Mair                                                          | Reinhard Beer – Herbert Kögl                                              | Andrzej Laszczak – Damian Waniczek                                               |
| 13. bis 14. Dezember 2001 | Naturbahnrodel-Weltcup  | Einsitzer Frauen      | Sonja Steinacher                                                                 | Jekaterina Lawrentjewa                                                    | Christa Gietl                                                                    |
| 13. bis 14. Dezember 2001 | Naturbahnrodel-Weltcup  | Einsitzer Männer      | Gerhard Pilz                                                                     | Gerald Kallan                                                             | Gernot Schwab                                                                    |
| 13. bis 14. Dezember 2001 | Naturbahnrodel-Weltcup  | Doppelsitzer Männer   | Andrzej Laszczak – Damian Waniczek                                               | Reinhard Beer – Herbert Kögl                                              | Harald Kleinhofer – Gerhard Mühlbacher                                           |
| 15. bis 16. Dezember 2001 | Naturbahnrodel-Weltcup  | Einsitzer Frauen      | Sonja Steinacher                                                                 | Jekaterina Lawrentjewa                                                    | Sandra Mariner                                                                   |
| 15. bis 16. Dezember 2001 | Naturbahnrodel-Weltcup  | Einsitzer Männer      | Gerhard Pilz                                                                     | Anton Blasbichler                                                         | Ferdinand Hirzegger                                                              |
| 15. bis 16. Dezember 2001 | Naturbahnrodel-Weltcup  | Doppelsitzer Männer   | Armin Mair – David Mair                                                          | Andrzej Laszczak – Damian Waniczek                                        | Harald Kleinhofer – Gerhard Mühlbacher                                           |
| 14. bis 16. Februar 2003  | Naturbahnrodel-Weltcup  | Einsitzer Frauen      | Christa Gietl                                                                    | Elvira Holzknecht                                                         | Irene Mitterstieler                                                              |
| 14. bis 16. Februar 2003  | Naturbahnrodel-Weltcup  | Einsitzer Männer      | Borut Kralj                                                                      | Roland Kallan                                                             | Robert Batkowski                                                                 |
| 14. bis 16. Februar 2003  | Naturbahnrodel-Weltcup  | Doppelsitzer Männer   | Andrzej Laszczak – Damian Waniczek                                               | Pawel Porschnew – Iwan Lasarew                                            | Reinhard Beer – Herbert Kögl                                                     |
| 12. bis 14. Dezember 2003 | Naturbahnrodel-Weltcup  | Einsitzer Frauen      | Renate Kasslatter                                                                | Christa Gietl                                                             | Sandra Mariner                                                                   |
| 12. bis 14. Dezember 2003 | Naturbahnrodel-Weltcup  | Einsitzer Männer      | Anton Blasbichler                                                                | Andreas Castiglioni                                                       | Gerald Kallan                                                                    |
| 12. bis 14. Dezember 2003 | Naturbahnrodel-Weltcup  | Doppelsitzer Männer   | Reinhard Beer – Herbert Kögl                                                     | Harald Kleinhofer – Gerhard Mühlbacher                                    | Wolfgang Schopf – Andreas Schopf                                                 |
| 18. bis 20. Februar 2005  | Naturbahnrodel-Weltcup  | Einsitzer Frauen      | Jekaterina Lawrentjewa                                                           | Renate Kasslatter                                                         | Barbara Abart                                                                    |
| 18. bis 20. Februar 2005  | Naturbahnrodel-Weltcup  | Einsitzer Männer      | Martin Psenner                                                                   | Anton Blasbichler                                                         | Gernot Schwab                                                                    |
| 18. bis 20. Februar 2005  | Naturbahnrodel-Weltcup  | Doppelsitzer Männer   | Reinhard Beer – Herbert Kögl                                                     | Harald Kleinhofer – Gerhard Mühlbacher                                    | Pawel Porschnew – Iwan Lasarew                                                   |
| 25. bis 27. Februar 2005  | 6. Hornschlitten-EM     | Männer                | Jürgen Pitscheider – Wolfgang Karner – Franz Unterasinger                        | Armin Hackhofer – Christian Plattner – Felix Renzler                      | Reinhard Wallensteiner – Alfred Tabernig – Roman Steiner                         |
| 14. bis 15. Januar 2006   | Hornschlitten-Europacup | Frauen                | Katharina Schwaninger – Veronika Schwaninger – Egger Veronika                    |                                                                           |                                                                                  |
| 14. bis 15. Januar 2006   | Hornschlitten-Europacup | Männer                | Jürgen Pitscheider – Wolfgang Karner – Franz Unterasinger                        | Armin Hackhofer – Christian Plattner – Matthias Hinteregger               | Markus Burgschwaiger – Thomas Burgschwaiger – Stefan Haid                        |
| 20. bis 22. Januar 2006   | Naturbahnrodel-Weltcup  | Einsitzer Frauen      | Jekaterina Lawrentjewa                                                           | Renate Gietl                                                              | Christa Gietl                                                                    |
| 20. bis 22. Januar 2006   | Naturbahnrodel-Weltcup  | Einsitzer Männer      | Florian Breitenberger                                                            | Patrick Pigneter                                                          | Anton Blasbichler                                                                |
| 20. bis 22. Januar 2006   | Naturbahnrodel-Weltcup  | Doppelsitzer Männer   | Reinhard Beer – Herbert Kögl                                                     | Pawel Porschnew – Iwan Lasarew                                            | Christian Schatz – Gerhard Mühlbacher                                            |
| 9. Februar 2008           | Hornschlitten-Europacup | Frauen                | Petra Fiegl – Karoline Weger – Nadine Schwantner                                 |                                                                           |                                                                                  |
| 9. Februar 2008           | Hornschlitten-Europacup | Männer                | Armin Hackhofer – Matthias Hinteregger – Felix Renzler                           | Markus Burgschwaiger – Matthias Hinteregger – Simon Aichler               | Christian Tabelander – Alois Leitner – Daniel Pfurtscheller                      |
| 9. bis 10. Februar 2008   | Hornschlitten-Europacup | Frauen                | Petra Fiegl – Karoline Weger – Nadine Schwantner                                 |                                                                           |                                                                                  |
| 9. bis 10. Februar 2008   | Hornschlitten-Europacup | Männer                | Markus Burgschwaiger – Matthias Hinteregger – Simon Aichler                      | Armin Hackhofer – Matthias Hinteregger – Felix Renzler                    | Christian Tabelander – Alois Leitner – Daniel Pfurtscheller                      |
| 15. bis 17. Februar 2008  | 22. Naturbahnrodel-EM   | Einsitzer Frauen      | Jekaterina Lawrentjewa                                                           | Renate Kasslatter                                                         | Renate Gietl                                                                     |
| 15. bis 17. Februar 2008  | 22. Naturbahnrodel-EM   | Einsitzer Männer      | Robert Batkowski                                                                 | Anton Blasbichler                                                         | Patrick Pigneter                                                                 |
| 15. bis 17. Februar 2008  | 22. Naturbahnrodel-EM   | Doppelsitzer Männer   | Patrick Pigneter – Florian Clara                                                 | Christian Schatz – Gerhard Mühlbacher                                     | Pawel Porschnew – Iwan Lasarew                                                   |
| 25. bis 26. Januar 2011   | Naturbahnrodel-Weltcup  | Einsitzer Frauen      | Renate Gietl                                                                     | Jekaterina Lawrentjewa                                                    | Melanie Batkowski                                                                |
| 25. bis 26. Januar 2011   | Naturbahnrodel-Weltcup  | Einsitzer Männer      | Patrick Pigneter                                                                 | Anton Blasbichler                                                         | Rudi Resch                                                                       |
| 25. bis 26. Januar 2011   | Naturbahnrodel-Weltcup  | Doppelsitzer Männer   | Pawel Porschnew – Iwan Lasarew                                                   | Patrick Pigneter – Florian Clara                                          | Alexander Jegorow – Pjotr Popow                                                  |
| 14. bis 15. Januar 2012   | Naturbahnrodel-Weltcup  | Einsitzer Frauen      | Jekaterina Lawrentjewa                                                           | Renate Gietl                                                              | Evelin Lanthaler                                                                 |
| 14. bis 15. Januar 2012   | Naturbahnrodel-Weltcup  | Einsitzer Männer      | Patrick Pigneter                                                                 | Hannes Clara                                                              | Stanislaw Kowschik                                                               |
| 14. bis 15. Januar 2012   | Naturbahnrodel-Weltcup  | Doppelsitzer Männer   | Pawel Porschnew – Iwan Lasarew                                                   | Patrick Pigneter – Florian Clara                                          | Christian Schatz – Gerhard Mühlbacher                                            |
| 14. bis 15. Januar 2012   | Naturbahnrodel-Weltcup  | Mannschaftswettbewerb | RusslandJekaterina Lawrentjewa Stanislaw Kowschik Pawel Porschnew – Iwan Lasarew | ItalienRenate Gietl Hannes Clara Patrick Pigneter – Florian Clara         | ÖsterreichTina Unterberger Michael Scheikl Christian Schatz – Gerhard Mühlbacher |
| 24. bis 26. Januar 2014   | Naturbahnrodel-Weltcup  | Einsitzer Frauen      | Evelin Lanthaler                                                                 | Jekaterina Lawrentjewa                                                    | Greta Pinggera                                                                   |
| 24. bis 26. Januar 2014   | Naturbahnrodel-Weltcup  | Einsitzer Männer      | Patrick Pigneter                                                                 | Michael Scheikl                                                           | Thomas Kammerlander                                                              |
| 24. bis 26. Januar 2014   | Naturbahnrodel-Weltcup  | Doppelsitzer Männer   | Patrick Pigneter – Florian Clara                                                 | Pawel Porschnew – Iwan Lasarew                                            | Alexander Jegorow – Pjotr Popow                                                  |
| 24. bis 26. Januar 2014   | Naturbahnrodel-Weltcup  | Mannschaftswettbewerb | ItalienEvelin Lanthaler Anton Blasbichler Patrick Pigneter – Florian Clara       | RusslandJekaterina Lawrentjewa Juri Talych Pawel Porschnew – Iwan Lasarew | ÖsterreichTina Unterberger Michael Scheikl Christian Schopf – Andreas Schopf     |